# Henry FitzGerald-de Ros
Henry William FitzGerald-de Ros (12 czerwca 1793 - 28 marca 1839), brytyjski arystokrata, najstarszy syn lorda Henry'ego FitzGeralda (młodszego syna 1. księcia Leinster) i Charlotte Walshingham.
Zasiadał w Izbie Gmin w latach 1816–1818 jako reprezentant okręgu West Looe. Po śmierci matki w 1831 r. odziedziczył tytuł barona de Ros (najstarszy tytuł parowski w Wielkiej Brytanii) i zasiadł w Izbie Lordów. Zmarł w 1839 r. Nie ożenił się i nie pozostawił potomstwa. Tytuł barona przypadł jego młodszemu bratu, Williamowi.
Lord de Ros znakomicie grał w wista, był nałogowym hazardzistą. W 1836 r. stał się bohaterem skandalu, kiedy oskarżono go o oszukiwanie (lord miał znaczyć karty) podczas gry w prestiżowym Graham's Club. Mimo iż lord złożył przysięgę, że nie oszukiwał i pozwał tych co tak twierdzili, przyznano jednak rację oskarżycielom. De Ros zmarł niedługo później.